# Peggy Wood

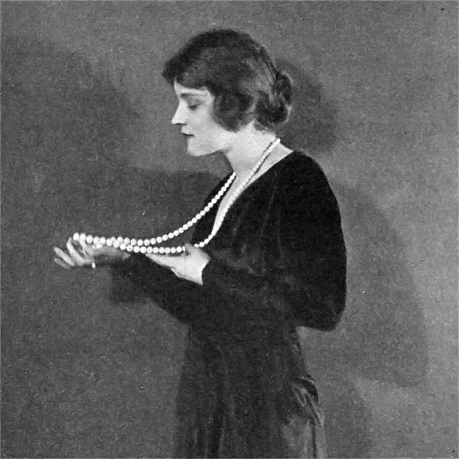
Peggy Wood (um 1918)

Peggy Wood (Geburtsname: Margaret Wood) (* 9. Februar 1892 in Brooklyn, New York City; † 18. März 1978 in Stamford, Connecticut) war eine US-amerikanische Sängerin und Schauspielerin, die sowohl für einen Oscar als auch für einen Golden Globe Award und zwei Emmies nominiert war.

## Biografie

### Operettensängerin, Bühnenerfolge und erste Filme

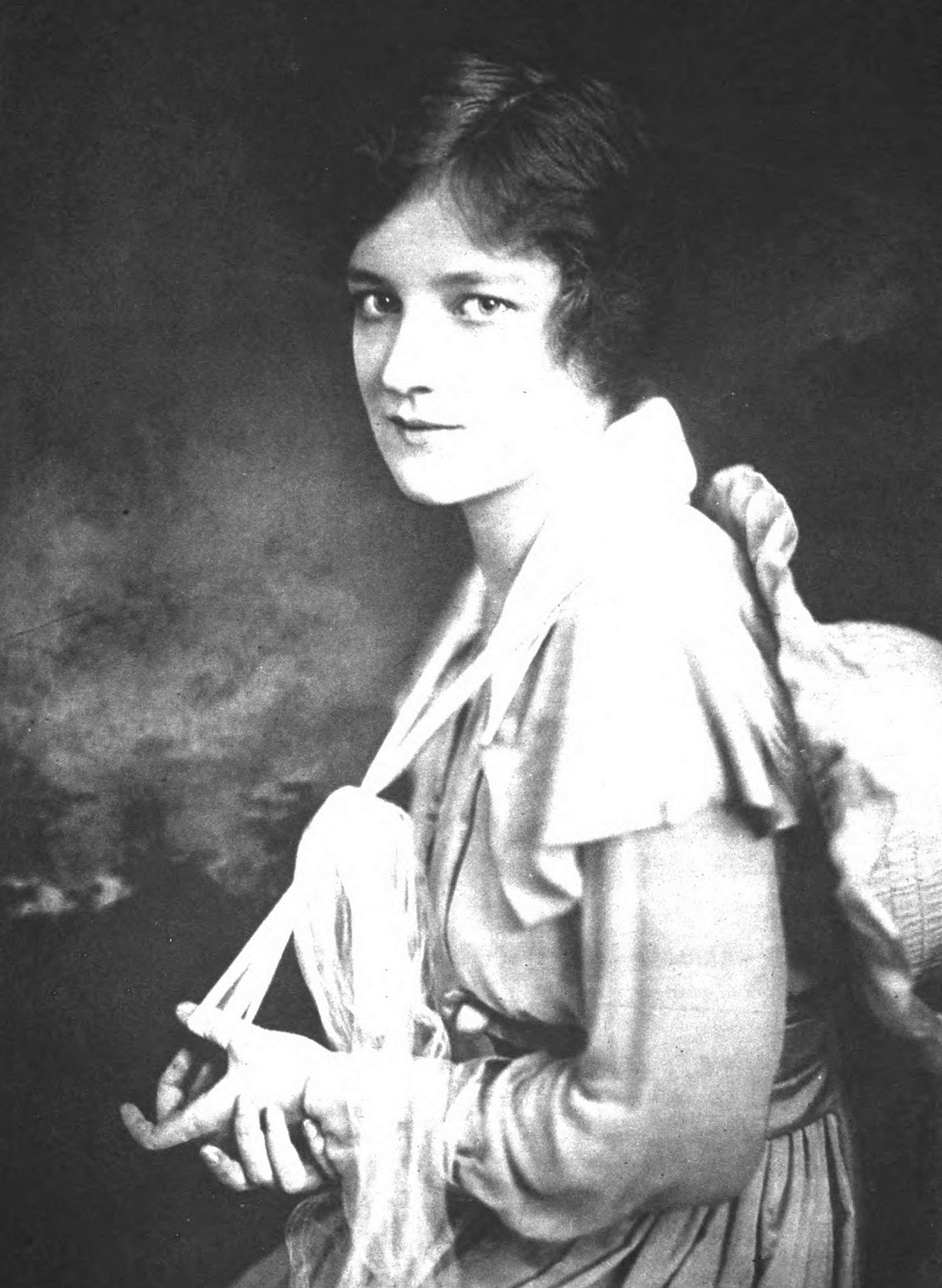
Peggy Wood (1917)

Die Tochter eines bekannten Journalisten und Humoristen erhielt im Alter von acht Jahren Gesangsunterricht und gab ihr Debüt als Sängerin 1910 im Chor bei der Uraufführung von Victor Herberts Operette Naughy Marietta. Ein Jahr später trat sie 1911 in dem Stück The Three Romeos erstmals am Broadway auf, ehe sie 1917 in Maytime ihre erste Hauptrolle spielte und insbesondere für das Singen des Liedes „Will You Remember?“ gelobt wurde. In den folgenden Jahren spielte sie führende Rollen in Musicals und Operetten wie Buddies (1919), Marjolaine (1922) und The Clinging Vine (1922), ehe sie Auftritte in geistreichen Komödien hatte und die Hauptrollen in George Bernard Shaws Candida (1925), A Lady in Love (1927) sowie die „Portia“ in William Shakespeares Der Kaufmann von Venedig (1928) spielte.
Daneben gab sie 1919 auch ihr Debüt in dem Stummfilm Almost a Husband von Clarence C. Badger an der Seite des Komikers Will Rogers, drehte aber anschließend keinen weiteren Stummfilm mehr. 1924 heiratete sie ihren ersten Ehemann, den Dichter und Herausgeber John V. A. Weaver, und war mit diesem Mitglied des Algonquin Round Table, einem legendären literarischen Zirkel einer losen Gruppe von Journalisten, Literaten und Schauspielern, die sich regelmäßig im berühmten Algonquin Hotel in Manhattan, New York City, trafen.
Der britische Schriftsteller Noël Coward schrieb die Rolle der „Peggy“ in seiner Operette Bitter-Sweet (1928) eigens für sie und die sie bei der Uraufführung 1929 im Londoner West End spielte und auch das Lied „I'll See You Again“ erstmals sang. Auch im Anschluss trat sie einige Male in London auf, wie zum Beispiel 1932 neben Francis Lederer in The Cat and the Fiddle von Jerome David Kern, wobei sie dabei auch „Try to Forget“ sang, sowie 1938 in dem Musical Operette von Noël Coward. Auch darin feierte sie insbesondere mit den Liedern „Where Are the Songs We Sung“ und „Dearest Love“ große Erfolge. Mit „Ruth Condomine“ spielte sie bei der Uraufführung 1941 in New York City an der Seite von Clifton Webb in Blithe Spirit abermals eine Rolle in einem Stück Cowards und trat anschließend in dieser Rolle auch im Piccadilly Circus in London auf.
Des Weiteren spielte sie Mitte der 1930er Jahre auch wiederum in einigen Filmen mit wie Handy Andy (1934) von David Butler als Will Rogers’s keifende Ehefrau, The Right to Live (1935) von William Keighley, Jalna (1935) von John Cromwell und Call It a Day (1937) von Archie Mayo. Während des Zweiten Weltkrieges trat sie darüber hinaus als Sängerin bei Aufführung der United Service Organizations (USO) zur Unterhaltung der Soldaten der US Army auf.

### Erfolge als Film- und Fernsehschauspielerin in der Nachkriegszeit
1946 heiratete sie nach dem Tod ihres ersten Ehemanns im Jahr 1938 in zweiter Ehe den Druckereimanager William Walling und lebte mit diesem bis zu dessen Tod 1973 zusammen.
Nach ihren Nebenrollen in den Filmen The Bride Wore Boots (1946) von Irving Pichel, Die wunderbare Puppe (1946) von Frank Borzage sowie Dream Girl (1948) von Mitchell Leisen spielte sie zwischen 1949 und 1957 die Titelrolle der „‚Mama‘ Marta Hansen“ in der erfolgreichen Fernsehserie Mama, die aus dem Film Geheimnis der Mutter (1948) von George Stevens hervorging. Für diese Rolle als Mutter einer aus Norwegen stammenden Einwandererfamilie war sie sowohl 1953 als auch 1957 für einen Emmy als beste Hauptdarstellerin in einer Dramaserie nominiert.
Neben zahlreichen Bühnenauftritten in den 1950er Jahren wie in Charleys Tante, The Girls in 508 neben Imogene Coca, The Rape of the Belt, Pictures in the Hallway sowie The Madwoman of Chaillot war sie zwischen 1959 und 1966 Präsidentin der American National Theatre and Academy (ANTA).
Ihre größten Filmrollen spielte sie erst mit rund 70 Jahren und zwar zum einen die „Naomi“ in der Bibelverfilmung Das Buch Ruth (1960) von Henry Koster, zum anderen die der „Mutter Oberin“ in Meine Lieder – meine Träume (1965) von Robert Wise. Für diese Rolle war sie nicht nur bei der Oscarverleihung 1966 für den Oscar als beste Nebendarstellerin nominiert, sondern auch für den Golden Globe Award für die beste Nebendarstellerin.
Peggy Wood, die auch Artikel über Theater- und Schauspielkunst für Tageszeitungen und Zeitschriften schrieb, gab ihren letzten Bühnenauftritt 1970 und wurde zuletzt von ihrem Sohn David Weaver gemanagt.

## Zitate
Auf die Frage, warum sie in Filmen nicht den gleichen Erfolg wie auf der Bühne und im Fernsehen hatte, antwortete sie:

„I was not attractive in the way one was supposed to be out there, and I think that, and the fact that I could act, confused them terribly.“

„Ich war nicht in der Art attraktiv wie es dabei erwartet wurde, und ich glaube, dass dies, und die Tatsache, dass ich schauspielen kann, die schrecklich verwirrt hat.“

## Filmografie (Auswahl)
- 1919: Almost a Husband
- 1929: Wonder of Women
- 1935: Jalna
- 1937: Call It a Day
- 1937: Ein Stern geht auf (A Star Is Born)
- 1939: Nenn mich Hilda (The Housekeeper’s Daughter)
- 1946: Die wunderbare Puppe (Magnificent Doll)
- 1948: Dream Girl
- 1949–1957: Mama (Fernsehserie, 333 Folgen)
- 1957: Abenteuer im wilden Westen (Zane Grey Theater, Fernsehserie, Folge 2x10)
- 1960: Das Buch Ruth (The Story of Ruth)
- 1962: Dr. Kildare (Fernsehserie, Folge 2x10)
- 1965: Meine Lieder – meine Träume (The Sound of Music)
- 1968: Liebe, Lüge, Leidenschaft (One Life to Live, Fernsehserie, unbekannte Folgenzahl)
- 1979: Turtle’s Progress (Fernsehserie, Folge 1x07)